# Matthew Carey
Matthew Carey (Denver, Colorado; 6 de abril de 1980) es un actor de cine y televisión estadounidense que ha aparecido en películas como The Banger Sisters en 2002, November en 2004, Old School en 2003 y un remake de 1997 de Leave It to Beaver. También tuvo un papel recurrente en la primera temporada de 24 en 2001. Es, además, uno de los 20 extraños que formaron parte del corto First Kiss, de Tatia Pllieva, en la que se pidió a una decena de parejas de desconocidos que se besaran por primera vez.